# Pacote de Experimentos da Superfície Lunar da Apollo

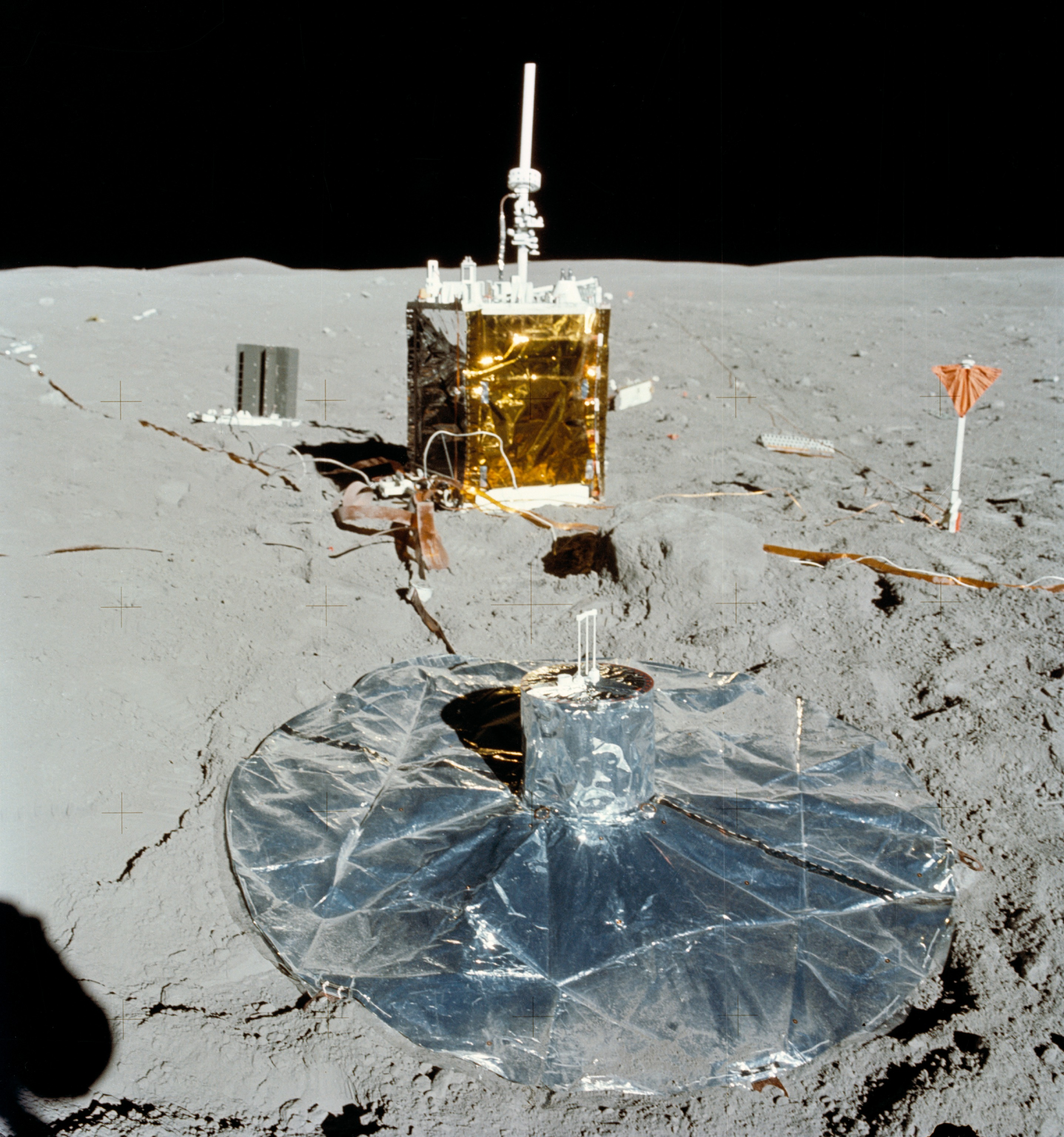
ALSEP deixado na missão Apolo 16.

O Pacote de Experimentos da Superfície Lunar da Apollo (ALSEP) foi a denominação de um conjunto de instrumentos científicos colocados por astronautas nos sítios de aterragem na Lua das missões Apollo números 12, 14, 15, 16 e 17. A missão Apollo 11 deixou um pequeno pacote denominado EASEP (Early Apollo Scientific Experiments Package).

## Contexto
A instrumentação e experimentos que comporiam o ALSEP decidiram-se em fevereiro de 1966 e neles teriam participação diferentes instituições e investigadores:
- Experimento lunar sísmico passivo: Instituto de Tecnologia de Massachusetts, Frank Press; Universidade de Columbia, George Sutton.
- Magnetómetro lunar triaxial: NASA Ames Research Center, C. P. Sonett; Marshall Space Flight Center, Jerry Modisette.
- Vento solar de energia média: Jet Propulsion Laboratory, C. W. Snyder e M. M. Neugebauer.
- Detecção de ións supratermais: Universidade de Frise, J. W. Freeman, Jr.; Marshall Space Flight Center, Curt Michel.
- Gestão do fluxo de calor lunar: Universidade de Columbia, M. Langseth; Universidade de Yale, S. Clark.
- Vento solar de baixa energia: Universidade de Frise, B. J. O'Brien.
- Experimento lunar sísmico activo: Universidade Stanford, R. L. Kovach; United States Geological Survey, J. S. Watkins.

Os ALSEP foram construídos e experimentados por Bendix Aerospace. Os instrumentos foram desenhados para funcionar de maneira autônoma trás a partida dos astronautas e para fazer estudos a longo prazo do contorno lunar. Eram colocados arredor de uma estação central que lhes proporcionava energia gerada mediante um gerador termoelétrico de radioisótopos (RTG pelas siglas em inglês). O controlo térmico conseguia-se mediante elementos passivos (isolamentos, refletores, coberturas térmicas) assim como mediante disipación de potência mediante resistências e esquentadores. Os dados recolhidos pelos instrumentos eram enviados à Terra mediante um sistema de comunicações.

## Despregamento
Os ALSEP iam guardados no compartimento de equipamento científico (SEQ, por Scientific Equipment) do módulo lunar em duas partes diferentes. A base da primeira parte formava a estação central, enquanto que a base da segunda parte continha o RTG. Na segunda parte encontra-se também uma subseção que adotava levar um ou dois experimentos e a montagem da antena. Nos Apolo 12, 13 e 14, a segunda parte guardava também o Lunar Hand Tool Carrier (HTC). O despregamento exacto de cada experimento variava com cada missão. As seguintes imagens mostram o procedimento típico, seguido pelo Apolo 12.
| Imagem | Descrição |
|        | Pete Conrad abre as portas do compartimento SEQ mediante um sistema de cordas e polias. |
|        | Alan Bean extrai a segunda parte do compartimento SEQ mediante a pértega que se pode ver saindo do compartimento e um sistema de polias para deixar no chão. Este sistema foi eliminado na missão Apolo 17 porque os astronautas consideravam que complicava a operação. No Apolo 11, Buzz Aldrin decidiu não usar este sistema por falta de tempo. |
|        | A primeira parte, extraída previamente por Conrad do compartimento SEQ. |
|        | Bean baixa o cilindro do RTG até uma posição na que possa chegar a ele. |
|        | Bean começa a extrair a parte superior do cilindro do RTG usando uma ferramenta especializada denominada Dome Removal Tool (DRT). Podem verse o RTG já listo para ser aprovisionado de combustível e o HTC despregado. Conrad já tinha extraída a subsección da parte do RTG. |
|        | Bean tira a parte superior do cilindro do RTG com o DRT ainda acaroado. Nenhuma das duas peças usar-se-ia mais tarde. |
|        | Bean tenta extrair o elemento combustível do cilindro usando a ferramenta Fuel Transfer Tool (FTT). Pode verse a Universal Hand Tools (UHT) acaroada à estrutura do RTG. No Apolo 12, o elemento combustível atascousse no cilindro devido à expansão térmica (Bean pôde sentir o calor através do fato). Conrad golpeou um lado do cilindro com um martelo até que Bean pôde extrair o combustível. A seguir inseriu-o no RTF e deixou de lado o FTT. |
|        | Bean une o RTG à barra portadora para levar o conjunto até o ponto de despregue. A barra usar-se-ia depois como mastro para a antena da estação central. |
|        | Esta foto foi tomada por Conrad durante o caminho até o ponto de despregue. A sua sombra indica que está levando a subseção com uma das duas UHTs. |
|        | Bean leva o ALSEP cara fora do sítio de despregue. |
|        | Conrad sustêm a barra portadora na sua esquerda enquanto extrai o montante da antena com uma UHT. |
|        | Esta foto amostra a Jim Lovell treinando para o Apolo 13. Está despregando uma maqueta da estação central. A estação leva um resorte. Trás liberar os parafusos Boyd, a parte superior da estação ficaria despregada pelo resorte. Podem verse vários lugares na parte superior para alojar os experimentos antes do seu despregamento. |

## Elementos comuns
Todas as estações ALSEP tinham elementos em comum:
| Nome                                          | Diagrama | Imagem | Descrição |
| Estação central                               |          | | A imagem mostra a estação central do ALSEP do Apolo 16. A estação central era basicamente um centro de mando para todo o ALSEP. Recebia ordens da Terra, transmitia dados e distribuía energia a cada experimento. As comunicações com a Terra tinham lugar mediante uma antena helicoidal modificada de 58 cm de comprido e 3,8 cm de diâmetro, montada na parte superior da estação e apontada para a Terra pelos astronautas. Os transmissores, receptores, processadores de dados e multiplexadores iam alojados no interior da estação. A estação em sim pesava 25 kg e tinha forma de caixa com um volume de 34 800 cm³. Nos Apolos 12 a 15, a estação central levava ademais um detector de pó que media a acumulación de pó lunar. |
| Gerador termoeléctrico de radioisótopos (RTG) |          | | A imagem mostra o RTG do Apolo 14 com a estação central de fundo. O RTG era a fonte de energia do ALSEP. Usava o calor do decaimento radiativo do plutónio 238 e termopares para gerar uns 70 vatios de potência. A base do RTG era a base da segunda parte do ALSEP. |
| Cilindro do RTG                               |          | O cilindro do RTG guardava o elemento combustível, o plutônio 238. Estava situado à esquerda do compartimento SEQ. O cilindro desenhou-se para suportar a explosão do foguete lançador no caso de um aborto ou reentrada na atmosfera terrestre (que foi o que ocorreu com o Apolo 13). A imagem amostra a Edgar Mitchell praticando a extração do elemento combustível. | |

## Lista de experimentos
| Nome | Diagrama | Descrição |
| Experimento sísmico activo (Active Seismic Experiment, ASE)                                                  | | A estrutura interna da Lua pode determinar até várias centros de metros de profundidade mediante o uso da sismologia. ASE consistia em três componentes principais. Colocava-se um conjunto de três xeófonos em linha por parte de um astronauta desde a estação central para detectar as explosões. Desenhou-se um morteiro para atirar uma série de quatro explosivos a diferentes distâncias do ALSEP. Usaram-se também 22 cargas explosivas acionadas pelos astronautas. O diagrama mostra o mecanismo ativador. |
| Experimento de partículas carregadas no entorno lunar (Charged Particle Lunar Environment Experiment, CPLEE) | O CPLEE desenhou-se para medir o fluxo de partículas carregadas, como eletróns e ións. | |
| Experimento de medición de cátodo frio (Cold Cathode Gauge Experiment, CCGE)                                 | | O CCGE era basicamente uma versão do CCIG. |
| Medición de ións com cátodo quente (Cold Cathode Ion Gauge, CCIG)                                            | O experimento CCIG desenhou-se para medir a pressão da atmosfera lunar. Foi desenhado originalmente para ser parte do SIDE, mas o seu forte campo magnético teria causado interferencias. O CCIG está à direita do SIDE no diagrama. | |
| Experimento de fluxo de calor (Heat Flow Experiment, HFE)                                                    | HFE concebeu-se para fazer medidas térmicas da subsuperficie lunar para determinar a taxa à que o calor flui do seu interior. As medidas ajudariam a determinar a abundância de radioisótopos e a evolução térmica da Lua. O HFE consistia numa caixa de eletrónica e duas sondas. Cada sonda situava-se num buraco de 2,5 metros de profundidade perfurado por um astronauta. | |
| Retrorreflector de medición laser (Laser Ranging Retroreflector, LRRR)                                       | | Mediante a reflexão de um laser disparado desde a Terra a um LRRR pode-se determinar a distância à Lua com grande precisão. Essa informação pode usar-se para estudar o afastamento lunar devido à dissipação das marés e ao movimento irregular da Terra. Os LRRR são o único experimento em uso ainda hoje. O diagrama superior amostra a versão do Apolo 11. O do Apolo 14 era parecido ao do Apolo 11. O diagrama inferior mostra o LRRR do Apolo 15.                                                            |
| Experimento de composição atmosférica lunar (Lunar Atmosphere Composition Experiment, LACE)                  | LACE foi concebido para detectar a composição da atmosfera lunar. | |
| Experimento de execcións lunares e meteoritos (Lunar Ejecta and Meteorites Experiment, LEAM)                 | | LEAM foi construído para detectar partículas secundárias exetadas por impactos de meteorito na superfície lunar e para detectar micrometeoritos primários. |
| Experimento de perfilamento sísmico lunar (Lunar Seismic Profiling Experiment, LSPE)                         | | O LSPE era similar ao experimento ASE exceto que se esperava que funcionara a profundidades de vários quilômetros. Tinha três componentes principais. Um conjunto de quatro xeófonos era despregado cerca do ALSEP por um astronauta. A antena do LSPE usava-se para enviar sinais às cargas. Usavam-se oito cargas de diferente potência, despregadas durante as viajes com rover. |
| Gravímetro de superfície lunar (Lunar Surface Gravimeter, LSG)                                               | | O LSG desenhou-se para fazer medições muito precisas da gravidade lunar e as suas mudanças com o tempo. Esperava-se que os dados ajudaram a demonstrar a existência de ondas gravitatórias. |
| Magnetómetro de superfície lunar (Lunar Surface Magnetometer, LSM)                                           | | O LSM media o campo magnético lunar. Os dados usar-se-iam para determinar as propriedades elétricas da subsuperficie. Usou-se também para estudar a interação do plasma solar e a superfície lunar. |
| Experimento sísmico pasivo (Passive Seismic Experiment, PSE)                                                 | | O PSE dedicou-se a detectar terramotos lunares, tanto naturais como gerados artificialmente, para ajudar a estudar o interior da Lua. |
| Pacote de experimento sísmico pasivo (Passive Seismic Experiment Package, PSEP)                              | | Similar ao PSE exceto em que era autônomo, levando a sua própria fonte de energia, que consistia em painéis solares, a sua própria eletrónica e equipa de comunicações. Ademais o PSEP levava um detector de pó. |
| Experimento do espectrómetro do vento solar (Solar Wind Spectrometer Experiment, SWS)                        | | O SWS dedicou-se a estudar as propriedades do vento solar e o seu efeito no entorno lunar. |
| Experimento detector de ións supratermais (Suprathermal Ion Detector Experiment, SIDE)                       | SIDE desenhou-se para medir várias propriedades dos ións positivos no entorno lunar, proporcionando dados sobre a interação entre o plasma solar e a Lua e determinar o potencial elétrico da superfície lunar. | |

## Lista de missões
Cada missão levou um conjunto diferente de experimentos.

### Apolo 11 (EASEP)

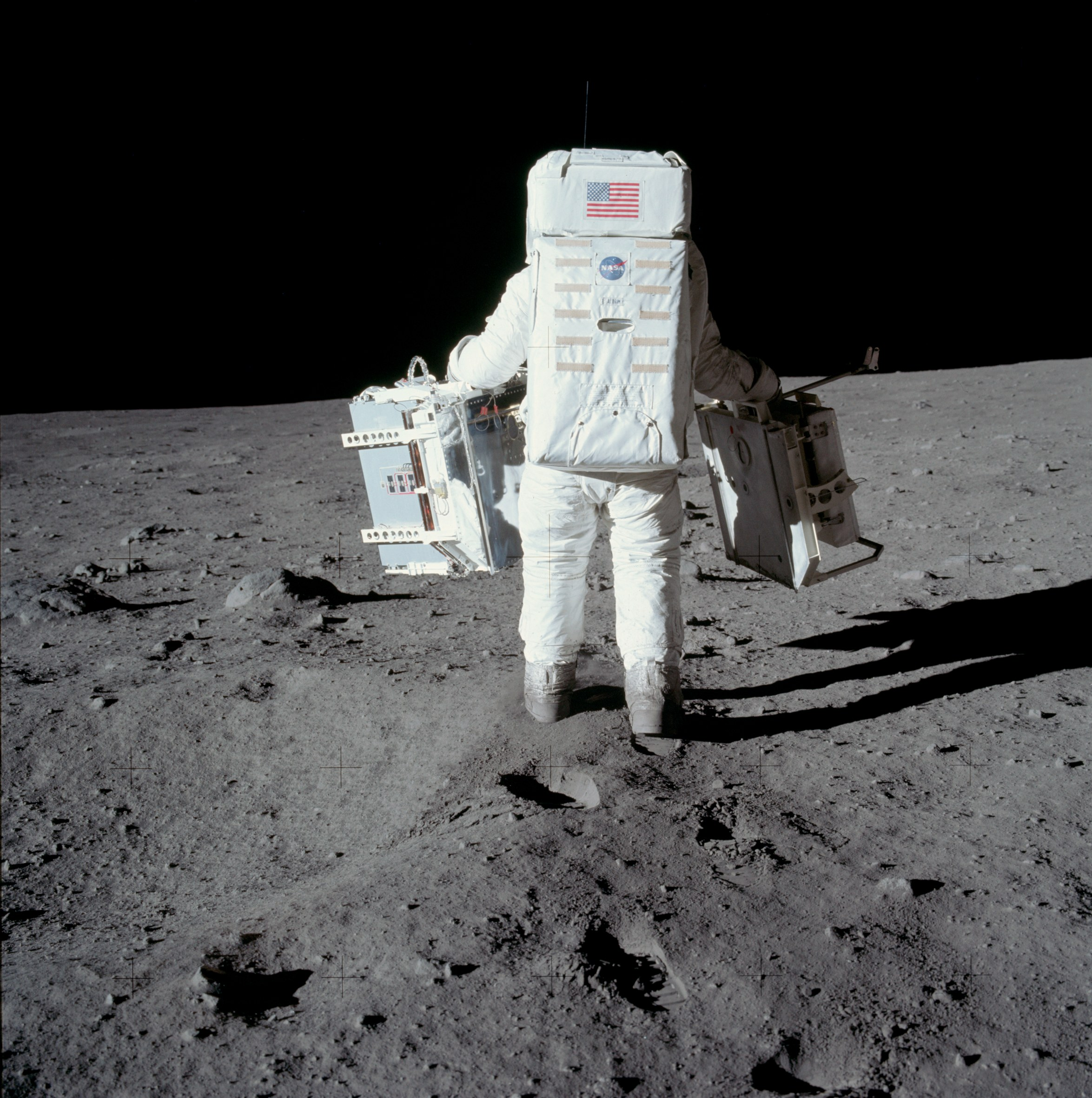
No Apolo 11, Buzz Aldrin simplesmente levou o EASEP até o ponto de desplegue usando agarradoiras, a diferencia de em o resto de missões, nas que se uso uma barra portadora.

Tal como se indicou, o Apolo 11 não levou um ALSEP completo se não uma versão simplificada denominada Early Apollo Surface Experiments Package (EASEP). Dado que a EVA só havia durar duas horas e quarenta minutos, a tripulação não teria tempo suficiente para despregar o ALSEP completo, posto que é uma operação de umas duas horas de duração. Ambos os pacotes iam armazenados no compartimento SEQ do módulo lunar.
| Nome | Imagem | Notas |
| LRRR |        | Nesta imagem o protector preto contra o pó ainda não está tirado. |
| PSEP |        | 15 de agosto de 1969: Parou de responder aos comando em solo devido a um sobreaquecimento no decoder da central. 14 dezembro de 1969 : Perda do down-link, aparentemente completamente inoperante. |

### Apolo 12
| Nome      | Imagem | Notas |
| LSM       |        | Guardado na primeira parte do ALSEP.                                                                                             |
| PSE       |        | Guardado na primeira parte do ALSEP.                                                                                             |
| SWS       |        | Guardado na primeira parte do ALSEP.                                                                                             |
| SIDE/CCIG |        | Guardado na segunda parte do ALSEP como parte da subsecciónPode verse o CCIG à esquerda do SIDE. O CCIG falhou trás só 14 horas. |

Disposição do ALSEP do Apolo 12.

O montante da antena guardava-se na subseção. O suporte para o PSE, as ferramentas do ALSEP, a barra portadora e o HTC guardavam-se na segunda parte do ALSEP.

### Apolo 13

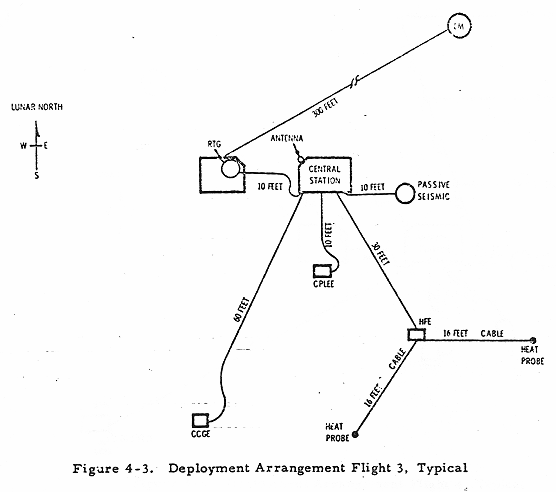
Disposição planeada para o ALSEP do Apolo 13.

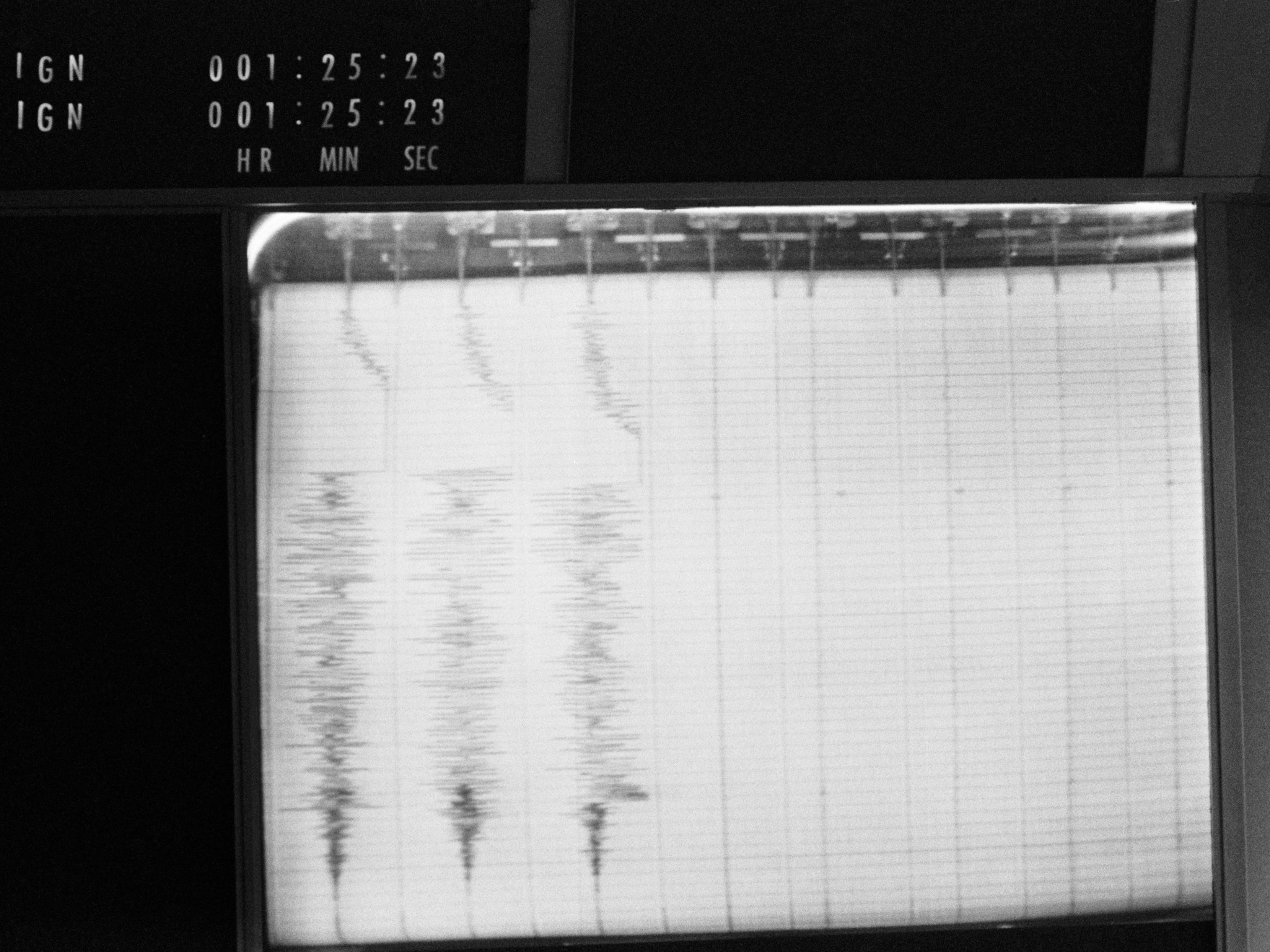
Uma gravação do impacto do S-IVB do Apolo 13 na superfície lunar detectado pelo experimento sísmico passivo do Apolo 12.

Devido ao cancelamento da aterragem não se despregou nenhum experimento. Não obstante, a etapa S-IVB foi estrelada a propósito sobre a Lua para proporcionar um sinal para o PSE.
| Nome  | Notas                                                                    |
| CPLEE | Guardado na primeira parte do ALSEP.                                     |
| CCGE  | Guardado na primeira parte do ALSEP. Foi a única vez na que voou o CCGE. |
| HFE   | Guardado na primeira parte do ALSEP.                                     |
| PSE   | Guardado na primeira parte do ALSEP.                                     |

O montante da antena guardou-se na primeira parte do ALSEP. O suporte para o PSE, as ferramentas do ALSEP, a barra portadora e a broca guardavam-se na subsección. O HTC ia na segunda parte do ALSEP.

### Apolo 14
| Nome      | Imagem | Notas |

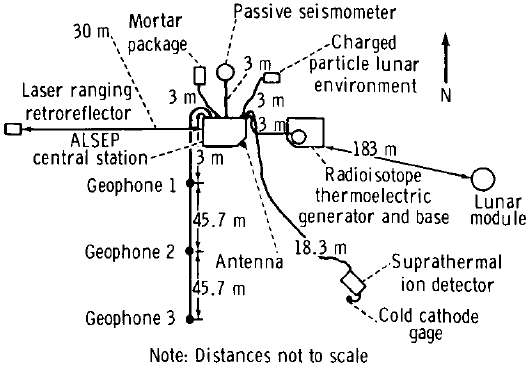
Distribuição do ALSEP do Apolo 14.

| ASE       |        | A imagem superior mostra o morteiro. A inferior amostra ao piloto do módulo lunar, Edgar Mitchell, operando o mando dos explosivos. O morteiro, xeófonos e o mando guardavam-se na primeira parte do ALSEP. Treze dos vinte e dois cargas foram disparadas com sucesso. Devido a preocupações sobre o despregue do morteiro, nenhum dos seus quatro explosivos foi atirado. Houve uma tentativa de atirá-los cara o final da vida operativa do ALSEP, mas os ónus falharam trás tanto tempo. |
| CPLEE     |        | Guardado na primeira parte do ALSEP. |
| LRRR      |        | Guardado no Quad I do módulo lunar e levado ao ALSEP por separado. |
| PSE       |        | Guardado na primeira parte do ALSEP. |
| SIDE/CCIG |        | Guardado na subseção. SIDE está na esquina superior esquerda enquanto que o CCIG está no centro da imagem. |

O montante da antena guardou-se na subseção. O suporte para o PSE, as ferramentas do ALSEP, a barra portadora e o HTC iam na segunda parte do ALSEP.

### Apolo 15
| Nome      | Imagem | Notas |

Distribuição do ALSEP do Apolo 15.

| HFE       |        | No centro desta imagem pode verse a caixa com a eletrónica e dois cabos cara cada uma das sondas.Ia guardado na segunda parte do ALSEP. Durante as operações de furado para cada um dos buracos encontrou-se mais resistência da esperada. Como resultado, as sondas não puderam introduzir até a profundidade planeada. Não se puderam obter dados precisos do experimento do Apolo 15 até que os dados se compararam com os do Apolo 17. |
| LRRR      |        | Guardado no Quad III do módulo lunar e levado ao ALSEP mediante o rover lunar. |
| LSM       |        | Guardado na primeira parte do ALSEP. |
| PSE       |        | Guardado na primeira parte do ALSEP. |
| SWS       |        | Guardado na primeira parte do ALSEP. |
| SIDE/CCIG |        | O SIDE pode verse à esquerda enquanto que o CCIG está acaroado à direita.Ia guardado na subseçãon. Pode verse a inclinação do SIDE, necessária devido à latitude do ponto de aterragem do Apolo 15. Pode verse também a pértega que conecta SIDE e CCIG. Este redesenho fez-se a causa das dificuldades das tripulações prévias para despregar o SIDE/CCIG usando só cabos aos dois experimentos.                                          |

O montante da antena guardou-se na subselão. O suporte para o PSE, as ferramentas do ALSEP e a barra portadora iam na segunda parte do ALSEP.

### Apolo 16
| Nome | Imagem | Notas |

Distribuição do ALSEP do Apolo 16.

| ASE  |        | A imagem mostra o morteiro. Pode verse a nova base usada para melhorar o experimento trás os problemas encontrados com o Apolo 14. O morteiro, os xeófonos e o disparador iam na primeira parte do ALSEP. A base do morteiro ia na segunda parte. Trás o lançamento com sucesso de três ónus, o sensor de cabeceo saiu-se da escala, decidindo-se não atirar o quarto explosivo. Explodiram dezanove dos ónus manuais. |
| HFE  |        | A imagem mostra uma das sondas correctamente despregada.Ia guardado na segunda parte do ALSEP. Trás despregar uma das provas correctamente, o comandante John Young tropeçou acidentalmente com o cabo do experimento que vinha da estação central. O cabo ficou desligado e não pôde ser reparado, pondo fim ao experimento.                                                                                          |
| LSM  |        | Guardado na primeira parte do ALSEP. |
| PSE  |        | Guardado na primeira parte do ALSEP. |

### Apolo 17

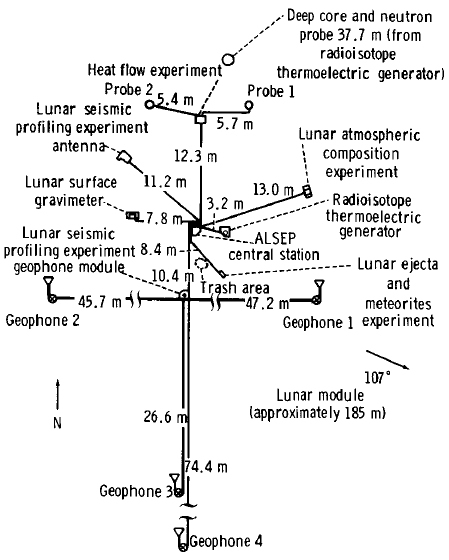
Distribuição do ALSEP do Apolo 17.

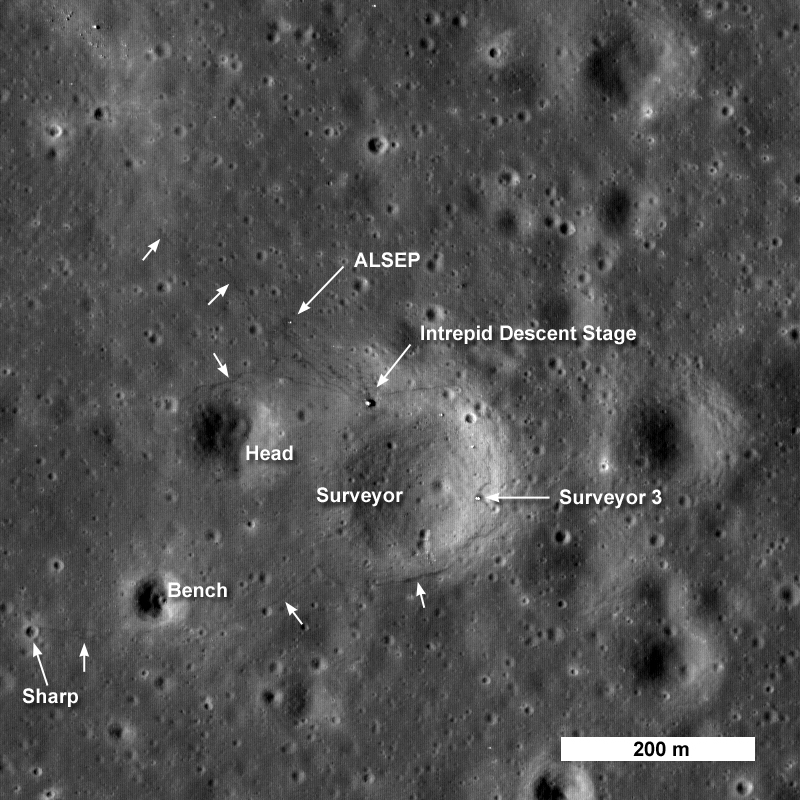
Imagem do Lunar Reconnaissance Orbiter mostrando o ALSEP do Apolo 12.

| Nome | Imagem | Notas |
| HFE  |        | Pode verse uma das sondas em primeiro plano, enquanto que a caixa da electrónica e a outra sonda estão em segundo plano.                 |
| LACE |        | |
| LEAM |        | O LEAM aparece em primeiro plano. A validade científica do experimento questionou-se devido a que proporcionou alguns dados sem sentido. |
| LSPE |        | A imagem superior amostra a antena para o LSPE em primeiro plano. A imagem inferior mostra uma dos ónus.                                 |
| LSG  |        | Devido a um erro de desenho, o experimento não pôde ter lugar.                                                                           |

### Trás o Apolo
O sistema ALSEP e os seus instrumentos controlavam-se por comandos desde a Terra. As estações funcionaram desde a sua instalação até que foram apagadas o 30 de setembro de 1977 devido a problemas orçamentais. Ademais, cara 1977 as fontes de energia não podiam alimentar o transmissor e os instrumentos ao mesmo tempo, e a sala de controlo dos ALSEP necessitava-se para tentar reactivar o Skylab. Os ALSEP podem verse em várias imagens tomadas pela sonda Lunar Reconnaissance Orbiter durante as órbitas nas que passou acima dos sítios de aterragem das missões Apolo.